# Calmaria II
Calmaria II – en français Bonace II – est un tableau réalisé en 1929 par la peintre brésilienne Tarsila do Amaral. De format horizontal, cette huile sur toile relevant du mouvement anthropophage présente une composition à base de formes géométriques qui suggèrent un paysage urbain constitué de gratte-ciel prismatiques, pyramidaux et cylindriques, se reflétant sur un plan d'eau. L'œuvre s'apparente donc à un capriccio dont la dominante bleu-vert inspirerait le calme auquel renvoie le titre. Elle est conservée au sein des collections de l'Acervo Artístico-Cultural dos Palácios do Governo do Estado de São Paulo, à São Paulo.